# Tán thủ
Tán thủ (tiếng Trung: 散打, tiếng Anh: Sanshou) là võ chiến đấu tay không tự do ra đời ở Trung Quốc chú trọng vào các dạng chiến đấu tự do thực tế, đòi hỏi sự thành thạo các kỹ thuật võ thuật Trung Hoa (còn gọi là kungfu). Bản thân môn tán thủ lại được phân chia ra 3 dạng:
Tán thủ Thể thao (Sport Sanshou, Chinese Kickboxing): Đòn thế thể thao;
Tán thủ Dân sự (Civillian Sanshou): Đòn thế dân sự;
Tán thủ Quân sự (Military Sanshou, AKA Qinna Gedou): Đòn thế dành cho quân đội.
Tại Việt Nam hiện đang lưu hành 2 dòng là: Tán thủ dân sự và Tán thủ thể thao.

## Lịch sử hình thành
Sau thời kỳ chiến tranh thế giới thứ 2, nhất là sau cuộc chiến tranh tại bán đảo Triều Tiên 1950 - 1953, chính phủ Trung Quốc nhận thấy rằng khoa học huấn luyện chiến đấu tay không dành cho quân đội là cực kỳ quan trọng. Bành Đức Hoài, một trong mười Nguyên soái của Quân giải phóng nhân dân Trung Quốc, người được giao trọng trách huấn luyện trong thời chiến tranh, người có sáng kiến tập hợp các võ sư tài giỏi của 92 tỉnh trên toàn Trung Quốc cùng với các võ sư huấn luyện của quân đội Trung Quốc nghiên cứu, so sánh, chắt lọc các tuyệt kỹ cận chiến hiệu quả nhất. Một hệ thống chiến đấu tay không hiệu quả đã ra đời và được phát triển dựa theo 3 nhân tố: Đơn giản, trực tiếp, hiệu quả lớn và đòn đánh nhanh - mạnh - hiểm ác hơn địch thủ.
Hệ thống chiến đấu này đã được trải qua nhiều cuộc thử nghiệm trên toàn lãnh thổ Trung Quốc, và đã được đem ra thử nghiệm nhiều lần. Sau đó quân đội Trung Quốc liên tục nghiên cứu các tuyệt kỹ mới từ các môn các phái võ thuật Trung Hoa, quyền Anh, quyền Thái, vật Mông Cổ,.. đem vào trong môn này và truyền dạy trong lực lượng đặc nhiệm Trung Quốc, và toàn bộ chương trình này hoàn tất vào năm 1972.
Bên cạnh Tán thủ dành cho quân đội đặc nhiệm Trung Quốc, thì Tán thủ dân sự cũng được phát triển theo các khoá đào tạo võ thuật đặc biệt cho các cá nhân võ sư thành viên của Đảng Cộng sản Trung Quốc. Sau đó môn Tán thủ dân sự này lại được mài dũa qua các kỳ so tài cùng vơí các môn các võ phái nổi danh khác của Trung Quốc. Những sự trao đổi võ thuật này rất thông dụng vào thời kỳ Cách mạng Văn hoá 1966 – 1976.
Trong những năm gần đây, Tán thủ thể thao đã và đang được sự cổ vũ phát triển của Chính phủ Trung Quốc. Nguyên nhân một phần là xuất phát từ thực tế yếu kém của võ thuật Trung Hoa, bằng chứng là trong thập niên 70, 80 của thế kỷ XX, có những cuộc tỷ thí giữa võ thuật Trung Quốc và Muay Thai và kết thúc bởi những kết quả thảm bại của võ thuật Trung Hoa từ đó đã thúc giục sự trợ giúp của Chính phủ Trung Quốc, người Trung Quốc cũng đã bắt đầu cải tiến đơn giản hoá và nâng cao tính hiệu quả cho võ thuật Trung Hoa và phát triển môn Tán Thủ.
Vào thời gian những năm đầu thập kỷ 80 đã diễn ra những cuộc so tài không chính thức và sau đó được chiếu lên TV, hầu hết những võ sĩ tham dự đều thuộc lực lượng đặc nhiệm của công an và quân đội Trung Quốc. Mặc dầu vậy, Tán thủ thể thao vẫn giữ gần như nguyên vẹn những đặc trưng của võ thuật ứng dụng và võ vật vùng Nội Mông trong quân đội. Sau đó chính phủ Trung Quốc ủng hộ Tán thủ trở thành môn thể thao quốc gia, và được phép tổ chức các giải tranh tài quốc gia và quốc tế hàng năm.

## Đòn thế
Môn tán thủ được khởi xướng từ quân đội đặc nhiệm Trung Quốc, rồi cảnh sát áp dụng để trấn áp tội phạm,… nên đặc thù của nó là hệ thống kỹ thuật chiến đấu thực dụng. Hệ thống này áp dụng các nguyên tắc vật lý, giải phẫu cơ thể học, sinh lý phản xạ học, các chức năng sinh lý của cơ thể người. Đó thực sự là một hệ thống chiến đấu thực không có tên riêng biệt, nhưng lại bao trùm hầu hết các kỹ năng chiến đấu, cầm nã, vật, chiến đấu trong mọi tư thế, tay không chống vũ khí từ các môn võ cổ truyền Trung Quốc, và lại được du nhập thêm các kỹ thuật chiến đấu tay không hiện đại của các môn như boxing, quyền Thái, vật,…. Và thường hay áp dụng nguyên tắc chiến thuật, chiến lược cận chiến hơn là các kỹ thuật cổ điển.
Tán thủ quân đội thiên về các đòn cầm nã, triệt và bẻ khớp, siết cổ, … tập luyện công phá nhiều. Hệ thống này lại được phân chia cho từng lực lượng khác nhau như hệ thống chiến đấu của quân đội đặc nhiệm thiên về đòn thế tiêu diệt hay huỷ diệt đối thủ, hơi khác với hệ thống chiến đấu của cảnh sát đặc nhiệm là trấn áp đối thủ, nhưng đều có đặc điểm chung là cùng có nguyên tắc huấn luyện giống nhau.
Do tính chất tội phạm ngày càng gia tăng tại Trung Quốc, môn tán thủ dân sự cũng được sự cổ vũ của chính phủ Trung Quốc nhằm tăng cường khả năng tự vệ trong dân chúng. Và từ đây một hệ thống tán thủ dân sự cũng được phát triển hoàn thiện, hệ thống này cũng gần đầy đủ nhưng không có các tuyệt kỹ giết chết đối thủ như các kỹ thuật của quân đội đặc nhiệm. Đến ngày nay nhiều môn võ tại Trung Quốc cũng đã đưa các kỹ thuật chiến đấu của tán thủ du nhập vào làm tuyệt kỹ cận chiến của môn phái họ, và được gọi là các kỹ năng đánh cận chiến. Tán thủ dân sự thiên về lối đánh đầu gối và cùi chỏ gần giống với quyền Thái hay còn gọi tán đả vương (Sandawang) hoặc tán thủ vương (Sanshouwang); ở các trận đấu này tính chất kịch liệt và lối đánh tàn khốc được đưa lên hàng đầu, cho nên các môn các phái võ thuật Trung Quốc hiện nay hầu hết đều đưa nội dung này vào huấn luyện trong chương trình thực hành võ thuật.
Ngày nay, do tính chất quốc tế hoá, các môn võ cần có tính phổ biến cho quảng đại quần chúng khắp nơi trên thế giới, nên mới hình thành trường phái mới thể thao hơn gọi là tán thủ thể thao hoặc với tên gọi khác là lôi đài (lei tai), các võ sĩ phải mang găng, mũ đội đầu, áo giáp bảo vệ,….Các trận đấu của tán thủ thể thao được cho phép áp dụng đủ các đòn đấm, đá, quật, vật. Các đòn đầu gối, cùi chỏ, đánh bằng đầu, cầm nã, khoá bẻ khớp đều không được phép sử dụng, nhưng vẫn được phép gài đòn (hoặc nêm đòn) để đánh ngã hoặc đánh nốc-ao (knock out) đối thủ trên sàn đấu.

## Đặc trưng huấn luyện
Tán thủ của quân đội (AKA Qinna Gedou) và tán thủ dân sự huấn luyện thiên về đấm, đá, cầm nã, quật, vật, chiến đấu mặt đất, và kỹ thuật chống vũ khí có sử dụng các dụng cụ hỗ trợ, các kỹ thuật có tính chất phù hơp với lối đánh tự do không có quy tắc, không có các thế tấn (ẩn tấn), không có các bài tập cổ điển.
Tán thủ thể thao tương tự như huấn luyện kick-boxing, có thêm các kỹ thuật vật, quật và đánh ngã. Các nguyên tắc vật lý được áp dụng triệt để gia tăng khả năng chiến đấu của các võ sĩ. Tán thủ thể thao, mặc dù là môn võ thể thao, các võ sĩ được mặc áo giáp, găng tay, mũ đội đầu, che hạ bộ, bảo vệ xương ống đồng nhưng do tính chất kịch liệt của nó mà rất nhiều võ sỹ sau các lần thượng đài đã phải ngừng tập luyện do bị các chấn thương rất nặng đeo đẳng.
Các nhóm kĩ thuật cơ bản:
1/ Nhóm Kĩ thuật Cơ bản công
2/ Nhóm Kĩ thuật đòn Tay
3/ Nhóm Kĩ thuật đòn Chân
4/ Nhóm Kĩ thuật đòn Vật
5/ Nhóm Kĩ thuật đòn Bắt chân đánh ngã
6/ Nhóm Kĩ thuật đánh đối phương ra đài
7/ Nhóm Kĩ thuật phối hợp Tay - Chân liên hoàn (Tổ hợp đòn)

## Luật thi đấu
Luật thi đấu của Hiệp hội Wushu Trung Quốc quy định 2 VĐV thi đấu được sử dụng các kỹ thuật sau đây:
1/ Đòn Tay tấn công hiệu quả, trúng đích và đủ lực vào vùng đầu được 1 điểm.
2/ Đòn Chân tấn công hiệu quả, trúng đích và đủ lực vào vùng đùi hoặc hông đựợc 1 điểm. Đòn Chân tấn công hiệu quả, trúng đích và đủ lực vào vùng đầu hoặc thân mình đựợc 2 điểm.
3/ Đòn Vật thực hiện hiệu quả:
Đánh ngã đối phương trong tư thế đứng đựợc 2 điểm.
Đánh ngã đối phương trong tư thế năm trên dưới đựợc 1 điểm.
4/ Đòn Bắt chân đánh ngã thực hiện hiệu quả:
Đánh ngã đối phương trong tư thế đứng đựợc 2 điểm.
Đánh ngã đối phương trong tư thế nằm trên dưới đựợc 1 điểm.
5/ Kĩ thuật đánh đối phương ra đài hiệu quả được 2 điểm.